# Университетска библиотека (Софийски университет)
Университетската библиотека „Св. Климент Охридски“ е библиотечно-информационен, културен и образователен комплекс, състоящ се от Централна бибилотека и 26 филиални библиотеки към факултети, катедри и специалности.
Университетската библиотека е самостоятелно звено в структурата на Софийския университет „Св. Климент Охридски“. Библиотеката осигурява библиотечно и научно-информационно обслужване на преподавателите, студентите и служителите на Университета, както и на външни потребители. Фондът на библиотеката е над 2 400 000 библиотечни единици – научна и учебна литература; старопечатни, редки и ценни издания; периодика; електронни носители и др. материали.

## История
Университетската библиотека при СУ „Св. Климент Охридски“ е една от най-големите научни библиотеки в България. Създадена е едновременно с Висшето училище в София през 1888 г.
Още първият ректор на Университета Александър Теодоров-Балан поставя въпроса за незабавното изграждане на библиотека, която да задоволява потребностите от научна литература на преподаватели и студенти. Първото помещение на библиотеката е стая в сградата на софийската Първа мъжка гимназия на ул. Московска №49, където е настанено и самото Висше училище. Софийската и Пловдивската народна библиотека изпращат за новосъздаващия се фонд дублетни екземпляри от книги и периодични издания. Включва се и сбирката на ученическото дружество „Познай себе си“ от закритата Петропавловска семинария в Лясковец. Хиляда тома даряват български книжари, фирма „Ф. А. Брокхаус“ и др.
През втората учебна година се отпускат значителни средства за увеличаване на книжния фонд и се открива студентска читалня. В края на учебната година библиотеката на Висшето училище разполага вече с 6661 тома, търсени и ползвани както от преподавателите, така и от студентите.
През 1898 г. управлението на библиотеката е възложено на проф. Любомир Милетич от Историко-филологическия факултет. През 1899 г. се учредява Библиотечен съвет, а през 1900 г. е приет първият правилник на Университетската библиотека. Под ръководството на проф. Милетич нейният фонд нараства и се обогатява за времето си значително бързо.
От април 1903 г. до 1936 г. директор на Университетската библиотека е акад. Стоян Аргиров. С всеотдайната си дейност в продължение на 33 години, той оказва благотворно влияние за правилното и модерното развитие на библиотеката. Особена загриженост проявява за устройването на справочния апарат на Университетската библиотека като необходимо условие за съвременно библиотечно-информационно обслужване. Под неговото пряко ръководство и с активното му участие се съставят азбучният и систематичният каталог на библиотеката. За азбучния каталог той въвежда немски инструкции с някои изменения и допълнения, които остават в сила до 1950 г. За систематичния каталог изработва и прилага своя аналитична класификационна схема, която се ползва години наред от всички научни библиотеки в България. На Стоян Аргиров принадлежи и заслугата за въвеждането при каталогизирането на фишовата система на Стадерини с международно приетия формат на фишовете 9/11 см, променен през 1938 г. на 7,5/12,5 см. С каталогизаторската и библиотековедската си дейност Стоян Аргиров още в онези години превръща Университетската библиотека в модерна европейска библиотека. Той е и първият преподавател по библиотекознание в Софийския университет, автор е и на редица библиотековедски и библиографски трудове. Във връзка със 130-годишнината от рождението на Стоян Аргиров по предложение на Университетската библиотека, академичният съвет на Софийския университет взима решение преподавателската читалня да се именува „Читалня акад. Стоян Аргиров“.
Първата световна война затруднява нормалното развитие на Университетската библиотека. Дейностите, свързани с комплектуване почти замират. Потокът от монографии и периодични издания спира. Остават непълни редица поредици. Управленският екип се опитва да преодолее кризата като започва книгообмен с европейските страни. Първите връзки се осъществяват с размяната на Годишника на Софийския университет (първият е издаден през 1905 г.) с подобни издания на европейски университети. Тази форма на сътрудничество се запазва и до днес.
Системното набавяне на новоизлязла българска печатна продукция започва през 1925 г., когато Университетската библиотека е обявена за третата депозитна библиотека в страната, която събира и съхранява българското книжовно наследство.
В периода между двете световни войни фондът на библиотеката нараства изключително бързо. Специално внимание се отделя на набавянето на библиографски издания. През този период много бележити български учени даряват личните си библиотеки на Университетската библиотека. Между тях са колекциите на Боян Пенев (1882 – 1927), проф. Иван Шишманов (1862 – 1928), доц. Райко Горанов (1869 – 1940), акад. Анастас Иширков (1868 – 1937), акад. Любомир Милетич (1863 – 1937), проф. Антон Шоурек (1857 – 1926), Йосиф Ковачев (1839 – 1898), Мара Белчева (1868 – 1937) и др. Дарителството се превръща в традиция. В днешни дни се получават дарения от фондации, университети, посолства, преподаватели, студенти и др.
Ако се проследи растежът на фонда: в края на 1909 г. – 38 909 тома книги и 280 заглавия на списания, 1912 г. – 80 000 тома книги и 510 заглавия на периодични издания, 1930 г. – 170 000 тома, става ясно, че малкото помещение на ул. Московска №49 твърде бързо става недостатъчно за нуждите на библиотеката. През 1906 г. се обявява международен конкурс за построяването на сграда на Университетската библиотека. Спечелва го френският архитект Бреасон. Намеренията са да бъде построена двуетажна сграда в двора на царския манеж на ул. Шипка. По-късно решението е отменено и е наредено на Бреасон да приспособи последния етаж на Ректората за библиотека.
Усилията на акад. Стоян Аргиров довеждат до нов конкурс и през 1931 г. започва строежът на първата специализирана библиотечна сграда в България по проект на известните архитекти Иван Васильов и Димитър Цолов. През декември 1934 г. се открива новата сграда на Университетската библиотека, която е обявена за паметник на културата.
Втората световна война прекъсва функционирането на библиотеката. Част от фонда и каталозите са евакуирани през януари 1944 г. Читалните са затворени. При бомбардировките над София през март 1944 г. са унищожени 15 000 тома. От 1945 г. библиотеката отново е отворена за своите читатели.
През 50-те години се оформя съвременният облик на Университетската библиотека. Десетилетия наред усилията на различните ръководства на Кирил Сеизов (1936 – 1945 г.), Асен Ковачев (1945 – 1952 г.), Йордан Братков (1952 – 1955 г.), на Никола Червенков (1956 – 1975 г.), на ст.н.с. Стефан Кънчев (1975 – 1990 г.), на проф. Ж. Стоянов (1990 – 2001 г.), на съвременния ръководен състав и на библиотечните специалисти са насочени към изпълняването на основната задача на библиотеката – да осигурява библиотечното и научно-информационното обслужване на преподавателите, специалистите, студентите и служителите на Университета, както и на външни потребители. От изпълнението на тази задача произтичат и другите задачи на Университетската библиотека: да осигурява научно комплектуване на многоотраслови фондове в съответствие с политиката на развитие и на задачите на Софийския университет; да съхранява българската книжовна продукция като депозитна библиотека от 1925 г.
От 1968 г. тя е депозитна и за голяма част от изданията на ООН. Библиотеката координира дейността си с други библиотеки, библиотечни мрежи и информационни звена; участва в системата за междубиблиотечно заемане; осъществява научноизследователска дейност в областта на библиотекознанието, библиографията и научната информация; създава библиографски и информационни бази данни и издания; организира за потребителите курсове по основи на библиотекознанието и научната информация; служи като учебна база за студентите от специалността Библиотечно-информационни науки; поддържа автоматизирана библиотечно-информационна система и формира справочно-библиографски апарат.

## Услуги
Предлаганите библиотечно-библиографски и информационни услуги са:
- търсене на информация в традиционни или електронни каталози;
- ползване на документи в читалните зали и заемане за дома;
- изготвяне на библиографски и фактографски справки;
- ползване на бази данни на CD-ROM или в интернет;
- достъп до разнообразни услуги, предоставяни чрез интернет;
- поръчване на документи по междубиблиотечно и международно библиотечно заемане;
- заявяване и доставяне на документи по електронен път;
- услуги за хора в неравностойно положение;
- принтиране, копиране и дигитализиране на документи и др.

## Работно време
Централна университетска библиотека:
Понеделник-Събота: 08:00 – 23:00
Филиална библиотека Студентски град
Понеделник-Петък: 09:00 – 24:00 

Събота: 10.00 – 22.00